# Grace Fortescue
Grace Hubbard Fortescue (de soltera, Bell; 3 de noviembre de 1883-24 de junio de 1979) fue una miembro de la alta sociedad de la ciudad de Nueva York que asesinó a un joven, que luego se demostró inocente, acusado de violar a su hija. Después de ser declarada culpable de homicidio involuntario en un juicio sensacionalista, el gobernador territorial de Hawái, Lawrence Judd, conmutó su sentencia de diez años por una sola hora.

## Primeros años
Grace Hubbard Bell nació el 3 de noviembre de 1883 en Washington D. C. Su padre, Charles John Bell, era primo hermano del inventor Alexander Graham Bell. Su madre era Roberta Wolcott Hubbard Bell (1859–1885). Su abuelo materno Gardiner Hubbard fue el primer presidente de la Bell Telephone Company. Cuando su madre murió al dar a luz en 1885, su padre se casó con la hermana de su madre, Grace Hubbard.
La familia vivía en Twin Oaks, su propiedad en el vecindario de Cleveland Park en Washington, D. C. Los informes periodísticos contemporáneos indican que Grace podría clasificarse como una bromista: cuando era joven, ella y sus amigos robaron un tranvía para dar un paseo divertido por las calles de Washington y, en otra ocasión, bloqueó el tráfico en Pennsylvania Avenue dándose la mano con amigos mientras patinaban sobre ruedas por la avenida.

## Vida personal
En 1910, se casó con el comandante del ejército estadounidense Granville "Rolly" Fortescue (1875-1952), uno de los hijos de Robert Barnwell Roosevelt. Su esposo era primo hermano del presidente estadounidense Theodore Roosevelt. El matrimonio no fue tan exitoso financieramente como ella hubiera deseado. Fue madre de tres hijas:
- Thalia Fortescue Massie (1911–1963), quien se casó con Thomas Hedges Massie (1905–1987), un teniente de la Marina.[4]
- Marion Fortescue (1912– c. 1983 ), quien se casó con Daulton Gillespie Viskniskki en 1934.[6]
- Kenyon Fortescue (1914–1990), más conocida como la actriz Helene Whitney; se casó con J. Louis Reynolds en 1936.

Exteriormente, los Fortescue parecían ser típicos ricos acomodados del país. En realidad, los asuntos financieros se convirtieron en una preocupación principal para ellos después de la jubilación definitiva de Granville del ejército. Con la excepción de un breve período como editor de ficción de la revista Liberty en 1930, no tenía un empleo estable y prefería esperar la fortuna que heredaría su esposa a la muerte de sus padres.

### Juicio por asesinato
En 1932, Grace Fortescue fue acusada de asesinato y condenada por homicidio involuntario por la muerte de Joseph Kahahawai, uno de los acusados en la supuesta violación de su hija Thalia en Hawái en 1931 (véase Caso Massie), después de quedar en libertad condicional a la espera de juicio al declararse nulo el primero. También fueron acusados y condenados con Fortescue dos marineros, Edward J. Lord y Deacon Jones, y el yerno de Fortescue, Thomas Massie, quienes participaron en el secuestro y asesinato de Kahahawai.
El conocido abogado Clarence Darrow defendió a Fortescue, Jones, Massie y Lord. Posteriormente obtuvo una conmutación de su sentencia (diez años de prisión por homicidio involuntario) a una reclusión de una hora en las cámaras ejecutivas del gobernador territorial Lawrence M. Judd.
En 1966, mientras era entrevistado por el autor Peter Van Slingerland, Albert O. Jones admitió que fue él quien le disparó a Joseph Kahahawai.